# Adri van Male
Adri van Male (Terneuzen, 1910. október 7. – Rotterdam, 1990. október 11.), holland válogatott labdarúgókapus.
A holland válogatott tagjaként részt vett az 1934-es és az 1938-as világbajnokságon.

## Sikerei, díjai
Feijenoord
- Holland bajnok (3): 1936, 1938, 1940
- Holland kupagyőztes (1): 1935